# Liste des titres musicaux numéro un en Allemagne en 1986
Cette page liste les titres numéro un dans les meilleures ventes de disques en Allemagne pour l'année 1986 selon Media Control Charts. 
Les classements sont issus des 100 meilleures ventes de singles et des 100 meilleures ventes d'albums. Ils se déroulent du vendredi au jeudi, et sont publiés le mardi par l'industrie musicale allemande.

## Classement des singles
| №  | Date         | Artiste                   | Titre                                        |
| -- | ------------ | ------------------------- | -------------------------------------------- |
| 1  | 3 janvier    | Elton John                | Nikita                                       |
| 2  | 10 janvier   | Falco                     | Jeanny, Part 1                               |
| 3  | 17 janvier   | Falco                     | Jeanny, Part 1                               |
| 4  | 24 janvier   | Falco                     | Jeanny, Part 1                               |
| 5  | 31 janvier   | Falco                     | Jeanny, Part 1                               |
| 6  | 7 février    | Falco                     | Jeanny, Part 1                               |
| 7  | 14 février   | Falco                     | Jeanny, Part 1                               |
| 8  | 21 février   | Falco                     | Jeanny, Part 1                               |
| 9  | 28 février   | Falco                     | Jeanny, Part 1                               |
| 10 | 7 mars       | Modern Talking            | Brother Louie                                |
| 11 | 14 mars      | Modern Talking            | Brother Louie                                |
| 12 | 21 mars      | Modern Talking            | Brother Louie                                |
| 13 | 28 mars      | Modern Talking            | Brother Louie                                |
| 14 | 4 avril      | Bruce and Bongo           | Geil                                         |
| 15 | 11 avril     | Bruce and Bongo           | Geil                                         |
| 16 | 18 avril     | Bruce and Bongo           | Geil                                         |
| 17 | 25 avril     | Bruce and Bongo           | Geil                                         |
| 18 | 2 mai        | Chris Norman              | Midnight Lady                                |
| 19 | 9 mai        | Chris Norman              | Midnight Lady                                |
| 20 | 16 mai       | Chris Norman              | Midnight Lady                                |
| 21 | 23 mai       | Chris Norman              | Midnight Lady                                |
| 22 | 30 mai       | Chris Norman              | Midnight Lady                                |
| 23 | 6 juin       | Chris Norman              | Midnight Lady                                |
| 2  | 13 juin      | Modern Talking            | Atlantis Is Calling (S.O.S. for Love)        |
| 24 | 20 juin      | Modern Talking            | Atlantis Is Calling (S.O.S. for Love)        |
| 25 | 27 juin      | Modern Talking            | Atlantis Is Calling (S.O.S. for Love)        |
| 26 | 4 juillet    | Modern Talking            | Atlantis Is Calling (S.O.S. for Love)        |
| 27 | 11 juillet   | Level 42                  | Lessons in Love                              |
| 28 | 18 juillet   | Level 42                  | Lessons in Love                              |
| 29 | 25 juillet   | Level 42                  | Lessons in Love                              |
| 30 | 1er août     | Level 42                  | Lessons in Love                              |
| 31 | 8 août       | Level 42                  | Lessons in Love                              |
| 32 | 15 août      | Level 42                  | Lessons in Love                              |
| 33 | 22 août      | MC Miker G & DJ Sven      | Holiday Rap                                  |
| 34 | 29 août      | MC Miker G & DJ Sven      | Holiday Rap                                  |
| 35 | 5 septembre  | MC Miker G & DJ Sven      | Holiday Rap                                  |
| 36 | 12 septembre | MC Miker G & DJ Sven      | Holiday Rap                                  |
| 37 | 19 septembre | MC Miker G & DJ Sven      | Holiday Rap                                  |
| 38 | 26 septembre | Frankie Goes to Hollywood | Rage Hard                                    |
| 39 | 3 octobre    | Frankie Goes to Hollywood | Rage Hard                                    |
| 40 | 10 octobre   | Europe                    | The Final Countdown                          |
| 41 | 17 octobre   | Europe                    | The Final Countdown                          |
| 42 | 24 octobre   | Europe                    | The Final Countdown                          |
| 43 | 31 octobre   | Europe                    | The Final Countdown                          |
| 44 | 7 novembre   | Falco                     | Coming Home (Jeanny Part 2, ein Jahr danach) |
| 45 | 14 novembre  | Falco                     | Coming Home (Jeanny Part 2, ein Jahr danach) |
| 46 | 21 novembre  | Status Quo                | In the Army Now                              |
| 47 | 28 novembre  | Status Quo                | In the Army Now                              |
| 48 | 5 décembre   | Status Quo                | In the Army Now                              |
| 49 | 12 décembre  | Status Quo                | In the Army Now                              |
| 50 | 19 décembre  | The Bangles               | Walk Like an Egyptian                        |
| 51 | 26 décembre  | The Bangles               | Walk Like an Egyptian                        |

## Classement des albums
| №  | Date         | Artiste            | Titre                    |
| -- | ------------ | ------------------ | ------------------------ |
| 1  | 3 janvier    | Jennifer Rush      | Movin'                   |
| 2  | 10 janvier   | Jennifer Rush      | Movin'                   |
| 3  | 17 janvier   | Jennifer Rush      | Movin'                   |
| 4  | 24 janvier   | Jennifer Rush      | Movin'                   |
| 5  | 31 janvier   | Jennifer Rush      | Movin'                   |
| 6  | 7 février    | Jennifer Rush      | Movin'                   |
| 7  | 14 février   | BAP                | Ahl Männer, aalglatt     |
| 8  | 21 février   | BAP                | Ahl Männer, aalglatt     |
| 9  | 28 février   | BAP                | Ahl Männer, aalglatt     |
| 10 | 7 mars       | BAP                | Ahl Männer, aalglatt     |
| 11 | 14 mars      | BAP                | Ahl Männer, aalglatt     |
| 12 | 21 mars      | BAP                | Ahl Männer, aalglatt     |
| 13 | 28 mars      | BAP                | Ahl Männer, aalglatt     |
| 14 | 4 avril      | Herbert Grönemeyer | Sprünge                  |
| 15 | 11 avril     | Herbert Grönemeyer | Sprünge                  |
| 16 | 18 avril     | Herbert Grönemeyer | Sprünge                  |
| 17 | 25 avril     | Herbert Grönemeyer | Sprünge                  |
| 18 | 2 mai        | Herbert Grönemeyer | Sprünge                  |
| 19 | 9 mai        | Herbert Grönemeyer | Sprünge                  |
| 20 | 16 mai       | Herbert Grönemeyer | Sprünge                  |
| 21 | 23 mai       | Herbert Grönemeyer | Sprünge                  |
| 22 | 30 mai       | Herbert Grönemeyer | Sprünge                  |
| 23 | 6 juin       | Herbert Grönemeyer | Sprünge                  |
| 2  | 13 juin      | Modern Talking     | Ready for Romance        |
| 24 | 20 juin      | Modern Talking     | Ready for Romance        |
| 25 | 27 juin      | Modern Talking     | Ready for Romance        |
| 26 | 4 juillet    | Modern Talking     | Ready for Romance        |
| 27 | 11 juillet   | Modern Talking     | Ready for Romance        |
| 28 | 18 juillet   | Madonna            | True Blue                |
| 29 | 25 juillet   | Madonna            | True Blue                |
| 30 | 1er août     | Madonna            | True Blue                |
| 31 | 8 août       | Madonna            | True Blue                |
| 32 | 15 août      | Madonna            | True Blue                |
| 33 | 22 août      | Madonna            | True Blue                |
| 34 | 29 août      | Madonna            | True Blue                |
| 35 | 5 septembre  | Madonna            | True Blue                |
| 36 | 12 septembre | Bande Originale    | Top Gun                  |
| 37 | 19 septembre | Bande Originale    | Top Gun                  |
| 38 | 26 septembre | Tina Turner        | Break Every Rule         |
| 39 | 3 octobre    | Tina Turner        | Break Every Rule         |
| 40 | 10 octobre   | Tina Turner        | Break Every Rule         |
| 41 | 17 octobre   | Tina Turner        | Break Every Rule         |
| 42 | 24 octobre   | Tina Turner        | Break Every Rule         |
| 43 | 31 octobre   | Tina Turner        | Break Every Rule         |
| 44 | 7 novembre   | Falco              | Emotional                |
| 45 | 14 novembre  | Falco              | Emotional                |
| 46 | 21 novembre  | Peter Maffay       | Tabaluga 2               |
| 47 | 28 novembre  | Modern Talking     | In the Middle of Nowhere |
| 48 | 5 décembre   | Peter Maffay       | Tabaluga 2               |
| 49 | 12 décembre  | Peter Maffay       | Tabaluga 2               |
| 50 | 19 décembre  | Tina Turner        | Break Every Rule         |
| 51 | 26 décembre  | Tina Turner        | Break Every Rule         |

## Hit-Parade de l'année
1. Falco - Jeanny, Part I
2. Level 42 - Lessons in Love
3. Chris Norman - Midnight Lady
4. Sam Cooke - Wonderful World
5. Europe - The Final Countdown
6. Samantha Fox - Touch Me (I Want Your Body)
7. Münchener Freiheit - Ohne Dich
8. Bananarama - Venus
9. Frankie Goes to Hollywood - Rage Hard
10. MC Miker G & Deejay Sven - Holiday Rap
11. Billy Ocean - When the Going Gets Tough, the Tough Get Going
12. Bruce and Bongo - Geil
13. Madonna - Papa Don't Preach
14. Modern Talking - Brother Louie
15. Modern Talking - Atlantis Is Calling (S.O.S. for Love)
16. Pet Shop Boys - West End Girls
17. Falco - Coming Home (Jeanny Part 2, One Year Later)
18. Animotion - I Engineer
19. Stephanie - Irresistible
20. Sheila E. - A Love Bizarre
21. The Bangles - Manic Monday
22. Nu Shooz - I Can’t Wait
23. Status Quo  - In the Army Now
24. Peter Gabriel - Sledgehammer
25. Berlin - Take My Breath Away